# Cynoglossus sinicus
 Cynoglossus sinicus és un peix teleosti de la família dels cinoglòssids i de l'ordre dels pleuronectiformes que es troba a les costes d'Àsia.